# Bernd Rauw
Bernd Gerd Rauw (* 8. Januar 1980 in Malmedy) ist ein ehemaliger belgischer Fußballspieler und Fußballtrainer.

## Karriere
Der aus der Ortschaft Büllingen in der Deutschsprachigen Gemeinschaft stammende Mittelfeldspieler trat mit fünf Jahren dem FC Büllingen bei. 1990 wechselte er in die Jugendabteilung von Standard Lüttich, 1997 schließlich zu Alemannia Aachen. In der Saison 1998/99 kam er als U-19-Spieler bereits zu einem Einsatz in der ersten Mannschaft in der Regionalliga. Danach stieg das Team in die 2. Bundesliga auf und Rauw fand sofort einen Platz in der Abwehr des Profikaders. Im dritten Jahr rückte er vor der Abwehr ins Mittelfeld und spielte seine erste Saison als Stammspieler. Danach verließ er Aachen nach drei Profijahren und 66 Zweitligaspielen und wechselte zum Erstligisten Arminia Bielefeld, womit er der erste deutschsprachige Belgier in der 1. Bundesliga war. Es folgten drei wechselvolle Jahre mit dem Abstieg in die 2. Liga und dem sofortigen Wiederaufstieg. In seiner zweiten Erstligasaison spielte er dann nur noch unregelmäßig in der ersten und des Öfteren auch nur in der zweiten Mannschaft. Zum 1. Juli 2005 wechselte Rauw zurück zu Alemannia Aachen. Vor der Saison 2006/07 wurde sein Vertrag in Aachen jedoch aufgelöst, nachdem er mehr in der Oberliga- als in der Zweitligamannschaft eingesetzt worden war.
Rauw ging danach zum MVV Maastricht in die niederländische Eerste Divisie, wo er 35 Pflichtspiele absolvierte. Zur Saison 2007/08 wechselte er von dort erneut nach Deutschland zu Kickers Emden in die Regionalliga Nord, wo sein ehemaliger Trainer von der zweiten Aachener Mannschaft, Stefan Emmerling, das Traineramt übernommen hatte. Als feste Größe in der Emder Abwehr schaffte er mit dem Team die Qualifikation für die neue eingleisige 3. Liga, wo er auch im Jahr darauf als Stammspieler in 35 Saisonspielen die Abwehr festigte.
Zur Saison 2009/10 wechselte Rauw zum Zweitligaaufsteiger 1. FC Union Berlin, mit dem er Platz 12 und somit den Klassenerhalt erreichte. In der Spielzeit 2010/11 kam er dort auf 20 Einsätze. In beiden Jahren fiel er zeitweise wegen Verletzungen aus.
Zur Saison 2011/12 wechselte er zum Drittligisten FC Rot-Weiß Erfurt und spielte wieder unter Trainer Stefan Emmerling, unter dem er schon in Aachen und Emden gespielt hatte. Ende Januar 2013 wurde der Vertrag vorzeitig aufgelöst. Anfang Februar 2013 wurde bekannt, dass Rauw in die ostbelgische Heimat zurückkehrt und sich für den Rest der Saison dem FC Bütgenbach in der 3. Provinzklasse D (3. Liga in der Provinz Lüttich, 7. Liga auf Landesebene) anschließt, mit dem er schließlich den Aufstieg in die 2. Provinzklasse C schaffte.
Seit Beginn der Saison 2013/14 steht Bernd Rauw als Spielertrainer in Diensten des Honsfelder SV, einem Verein aus seiner Heimatgemeinde Büllingen, mit dem er in seiner ersten Saison als Trainer ebenfalls in der 2. Provinzklasse C antrat. Am Ende der Saison erreichte Rauw mit seiner nahezu ausschließlich aus Honsfelder Eigengewächsen bestehenden Mannschaft den 4. Tabellenplatz. Über die nachfolgende Aufstiegsrunde gelang schließlich der Aufstieg in die 1. Provinzklasse, die höchste Liga in der Provinz Lüttich und fünfthöchste Liga in Belgien. Dabei profitierte man allerdings von der Fusion zweier Teams der 1. Provinzklasse.

## Erfolge

### Als Spieler
- Aufstieg in die 2. Bundesliga, 1999 mit Alemannia Aachen
- Aufstieg in die 1. Bundesliga, 2004 mit Arminia Bielefeld
- Aufstieg in die 1. Bundesliga, 2006 mit Alemannia Aachen
- Qualifikation für die 3. Liga, 2008 mit Kickers Emden
- Aufstieg in die 1. Lütticher Provinzklasse, 2014 mit dem Honsfelder SV

### Als Trainer
- Aufstieg in die 1. Lütticher Provinzklasse, 2014 mit dem Honsfelder SV